# NK Osijek II 2021./22.
U sezoni 2021./22. NK Osijek II natjecao se u Drugoj HNL. Bila je to šesta natjecateljska sezona za drugu momčad NK Osijek i četvrta u Drugoj HNL. Osvajanjem pretposljednjeg, 15. mjesta, na kraju sezone momčad je ispala iz Druge HNL. Prethodno je Hrvatski nogometni savez donio odluku kojom se drugim momčadima prvoligaša zabranjuje igranje u stupnju natjecanja koji je veći od trećeg, čime je Osijek II unaprijed bio predviđen za ispadanje, bez obzira na konačni plasman.

## Natjecanja
| natjecanje       | početak sudjelovanja | konačan uspjeh | prva utakmica      | posljednja utakmica |
| ---------------- | -------------------- | -------------- | ------------------ | ------------------- |
| 2. HNL 2021./22. | prvo kolo            | 15. mjesto     | 13. kolovoza 2021. | 28. svibnja 2022.   |

## Utakmice

### Druga HNL
| 1. 13. kolovoza 2021. | Sesvete              | 1 : 4    | Osijek II                                      | Sesvete |  |
| 17:30                 | Crnov 28' Geljić 51' | Izvješće | 4' 44' 65' Branšteter 38' Uwem 54' M. Kuprešak | Igralište: Sv. Josip Radnik Gledatelja: 150 Sudac: Marino Majstrović Pomoćni suci: Matej Pavić Pomoćni suci: Hrvoje Ćatipović Četvrti sudac: Vedran Jelenčić |  |

| 2. 20. kolovoza 2021. | Osijek II                                                           | 1 : 1    | Dinamo II                | Osijek |  |
| 17:30                 | Hanuljak 28' Barišić 31' Branšteter 45+2' Bukvić 64' Cvijanović 69' | Izvješće | 90+2' Laća 90+5' Vukotić | Igralište: Stadion Gradski vrt Gledatelja: 150 Sudac: Ante Jurić Pomoćni suci: Matej Pavić Pomoćni suci: Dujo Sarić Četvrti sudac: Filip Cindrić |  |

| 3. 28. kolovoza 2021. | Dugopolje                                      | 0 : 0    | Osijek II                                                          | Dugopolje |  |
| 17:00                 | Silić 24' Rodić 43' Bekavac 51' 70' Čerina 74' | Izvješće | 10' Mikolčić 45' Barišić 56' Bakula 69' Pudić 72' 90+4' Cvijanović | Igralište: Stadion Hrvatski vitezovi Gledatelja: 150 Sudac: Ante Čulina Pomoćni suci: Vinko Podrug Pomoćni suci: Marko Maloča Četvrti sudac: Mateo Erceg |  |

| 4. 10. rujna 2021. | Osijek II                                       | 3 : 2    | Solin                                                                     | Osijek |  |
| 16:30              | Omerović 11' 42' Uwem 63' Baković 88' Polić 89' | Izvješće | 36' Kušeta 57' Pekić 59' 78' Vodanović 62' Durdov 82' Relota 90+3' Puljić | Igralište: Stadion Gradski vrt Gledatelja: 150 Sudac: Toni Dadić Pomoćni suci: Mile Varivoda Pomoćni suci: Vinko Podrug Četvrti sudac: Ante Čulina |  |

| 5. 15. rujna 2021. | Dubrava                                         | 3 : 0    | Osijek II | Zagreb |  |
| 16:30              | Vajdovčić 17' Alghoul 42' (11 m) Turanjanin 76' | Izvješće | 25' Uwem  | Igralište: ŠRC Grana-Klaka Gledatelja: 100 Sudac: Mateo Erceg Pomoćni suci: Hrvoje Ćatipović Pomoćni suci: Dujo Sarić Četvrti sudac: Martin Turčin |  |

| 6. 19. rujna 2021. | Osijek II                               | 1 : 2    | Croatia                        | Bijelo Brdo |  |
| 15:30              | Stranput 9' Mikolčić 21' Cvijanović 83' | Izvješće | 10' (11 m) 82' (11 m) Mrkonjić | Igralište: BSK Gledatelja: 150 Sudac: Ante Čulina Pomoćni suci: Mile Varivoda Pomoćni suci: Dario Kolarević Četvrti sudac: Toni Dadić |  |

| 7. 26. rujna 2021. | Orijent 1919 | 0 : 1    | Osijek II                                                               | Rijeka |  |
| 16:00              | Hodža 86'    | Izvješće | 14' Bukvić 42' Cvijanović 58' Hanuljak 66' Uwem 81' Baković 90+2' Pudić | Igralište: Krimeja Gledatelja: 400 Sudac: Mateo Erceg Pomoćni suci: Ivica Radošević Pomoćni suci: Tomislav Mioković Četvrti sudac: Igor Marić |  |

| 8. 2. listopada 2021. | Osijek II  | 0 : 2    | Opatija                              | Bijelo Brdo |  |
| 15:30                 | Bakula 78' | Izvješće | 66' (11 m) 81' Pejanović 90+3' Kožić | Igralište: BSK Gledatelja: 100 Sudac: Patrik Kolarić Pomoćni suci: Siniša Fajfarić Pomoćni suci: Bruno Premužaj Četvrti sudac: Filip Cindrić |  |

| 9. 16. listopada 2021. | Cibalia                                        | 1 : 0    | Osijek II                                       | Vinkovci |  |
| 15:00                  | Perić-Komšić 65' 85' Bubnjar 84' Oršolić 90+2' | Izvješće | 70' Uwem 81' Barišić 85' Bakula 85' M. Kuprešak | Igralište: Stadion HNK Cibalia Vinkovci Sudac: Ante Čulina Pomoćni suci: Mile Varivoda Pomoćni suci: Dario Kolarević Četvrti sudac: Luka Slišković |  |

| 10. 24. listopada 2021. | Osijek II                                                | 0 : 0    | Varaždin                  | Osijek |  |
| 15:00                   | Burčul 20' M. Kuprešak 49' Branšteter 75' Cvijanović 84' | Izvješće | 7' Karabatić 90+3' Teklić | Igralište: Stadion Gradski vrt Gledatelja: 100 Sudac: Ivan Vučković Pomoćni suci: Dominik Benković Pomoćni suci: Filip Sinković Četvrti sudac: Ante Čulina |  |

| 11. 12. studenog 2021. | Inter-Zaprešić                                                                             | 2 : 0    | Osijek II                     | Zaprešić |  |
| 17:00                  | Rak 36' (11 m) 55' (11 m) Rešetar 43' 47' Uzelac 45' Mazalović 79' Barišić 79' Pejić 90+3' | Izvješće | 53' 90+3' Uwem 61' Branšteter | Igralište: ŠRC Zaprešić Gledatelja: 100 Sudac: Igor Marić Pomoćni suci: Edvin Zobec Pomoćni suci: Ivan Starčević Četvrti sudac: Darko Jurčević |  |

| 12. 7. studenog 2021. | Osijek II                                                                 | 2 : 1    | Rudeš                             | Osijek |  |
| 14:00                 | Barišić 10' Bakula 26' Hanuljak 53' M. Kuprešak 55' 86' T. Kuprešak 90+3' | Izvješće | 22' 45' Sekulić 90+4' Srbljinović | Igralište: Stadion Gradski vrt Gledatelja: 100 Sudac: Patrik Kolarić Pomoćni suci: Edvin Zobec Pomoćni suci: Miro Hantak Četvrti sudac: Filip Cindrić |  |

| 13. 19. studenog 2021. | Kustošija              | 0 : 0    | Osijek II                                                      | Zagreb |  |
| 13:30                  | Pavković 22' Kosić 81' | Izvješće | 4' Cvijanović 25' Branšteter 28' Stranput 67' Bakula 72' Pudić | Igralište: Kustošija Gledatelja: 100 Sudac: Tino Krečak Pomoćni suci: Marko Stolnik Pomoćni suci: Josip Vitez Četvrti sudac: Ivan Antunović |  |

| 14. 27. studenog 2021. | Osijek II                   | 0 : 0    | Jarun                                               | Osijek |  |
| 13:30                  | Bakula 83' M. Karamatić 90' | Izvješće | 38' Brkić 41' Kelava 76' Čeliković 85' T. Karamatić | Igralište: Stadion Gradski vrt Gledatelja: 80 Sudac: Patrik Kolarić Pomoćni suci: Edvin Zobec Pomoćni suci: Miro Hantak Četvrti sudac: Filip Cindrić |  |

| 15. 5. prosinca 2021. | BSK                     | 0 : 2    | Osijek II                                          | Bijelo Brdo |  |
| 13:30                 | Kraljević 15' Mišić 80' | Izvješće | 8' Stanušić 65' M. Kuprešak 77' Omerović 80' Polić | Igralište: BSK Gledatelja: 300 Sudac: Mateo Erceg Pomoćni suci: Matej Pavić Pomoćni suci: Kristijan Kuduz Četvrti sudac: Filip Cindrić |  |

| 16. 12. veljače 2022. | Osijek II      | 0 : 3    | Sesvete                                                                  | Belišće |  |
| 14:30                 | Cvijanović 42' | Izvješće | 23' Zdunić 45' Valentić 46' 54' Stojanović 80' Marijanović 90+2' Vujanić | Igralište: Gradski stadion Belišće Gledatelja: 150 Sudac: Ivana Martinčić Pomoćni suci: Miodrag Plantak Pomoćni suci: Matej Mađerić Četvrti sudac: Filip Cindrić |  |

| 17. 20. veljače 2022. | Dinamo II                                      | 2 : 1    | Osijek II                                       | Zagreb |  |
| 13:00                 | Barišić 12' Tomek 40' Gyamfi 56' 90' Hrvoj 67' | Izvješće | 6' La Torre 37' Karamatić 86' Bakić 90+1' Pudić | Igralište: Stadion Kranjčevićeva Gledatelja: 250 Sudac: Mateo Erceg Pomoćni suci: Hrvoje Ćatipović Pomoćni suci: Dario Mužar Četvrti sudac: Ante Terzić |  |

| 18. 26. veljače 2022. | Osijek II                                                    | 2 : 0    | Dugopolje             | Osijek |  |
| 15:00                 | Bukvić 14' Pudić 55' Cvijanović 86' Omerović 88' Ivandić 89' | Izvješće | 48' Crnički 74' Bašić | Igralište: Stadion Gradski vrt Gledatelja: 100 Sudac: Ante Čulina Pomoćni suci: Dario Kolarević Pomoćni suci: Marko Maloča Četvrti sudac: Toni Dadić |  |

| 19. 5. ožujka 2022. | Solin | 0 : 0    | Osijek II                                | Solin |  |
| 15:30               |       | Izvješće | 53' Mikolčić 70' Omerović 83' Cvijanović | Igralište: Pokraj Jadra Gledatelja: 200 Sudac: Toni Dadić Pomoćni suci: Dejan Vuković Pomoćni suci: Vinko Podrug Četvrti sudac: Ante Čulina |  |

| 20. 14. ožujka 2022. | Osijek II | 0 : 1    | Dubrava                                              | Osijek |  |
| 16:00                | Uwem 43'  | Izvješće | 51' 80' Šarić 63' Ibiši 82' Ljubanović 90+5' Ilinčić | Igralište: Stadion Gradski vrt Gledatelja: 100 Sudac: Renato Lacić Pomoćni suci: Hrvoje Ćatipović Pomoćni suci: Stipe Brajković Četvrti sudac: Ivana Martinčić |  |

| 21. 20. ožujka 2022. | Croatia             | 1 : 0    | Osijek II                            | Zmijavci |  |
| 15:30                | Ćapin 63' Šabić 89' | Izvješće | 48' Karamatić 68' Erceg 83' Stanušić | Igralište: ŠRC „Marijan Šuto – Mrma” Gledatelja: 300 Sudac: Luka Slišković Pomoćni suci: Mile Varivoda Pomoćni suci: Vinko Podrug Četvrti sudac: Toni Dadić |  |

| 22. 4. travnja 2022. | Osijek II                            | 1 : 0    | Orijent 1919            | Osijek |  |
| 13:00                | Erceg 51' Uwem 70' T. Kuprešak 90+2' | Izvješće | 42' Zrilić 73' Srzentić | Igralište: Stadion Gradski vrt Gledatelja: 150 Sudac: Ante Čulina Pomoćni suci: Dario Kolarević Pomoćni suci: Ivan Starčević Četvrti sudac: Filip Cindrić |  |

| 23. 9. travnja 2022. | Opatija                  | 1 : 2    | Osijek II                                                 | Rijeka |  |
| 16:30                | Glavaš 48' Junuzović 86' | Izvješće | 28' Hanuljak 75' Bakić 76' Baić 90+3' Legović 90+5' Kolić | Igralište: Stadion Kantrida Gledatelja: 100 Sudac: Darko Jurčević Pomoćni suci: Željko Bučar Pomoćni suci: Ivica Radošević Četvrti sudac: Mateo Čalić |  |

| 24. 15. travnja 2022. | Osijek II                       | 2 : 1    | Cibalia                                   | Belišće |  |
| 16:30                 | Uwem 36' Baić 49' Ivandić 90+1' | Izvješće | 34' Dogan 38' Oršolić 79' Džaja 85' Osmić | Igralište: Gradski stadion Belišće Gledatelja: 300 Sudac: Antonio Melnjak Pomoćni suci: Marko Balen Pomoćni suci: Nikola Kamenarić Četvrti sudac: Filip Cindrić |  |

| 25. 23. travnja 2022. | Varaždin                                       | 4 : 1    | Osijek II                                   | Varaždin |  |
| 18:00                 | 13' 17' 53' Senić 42' 64' Kolarić 69' Domjanić | Izvješće | 35' Ivandić 65' (11 m) Pudić 90+1' Mikolčić | Igralište: Stadion Varteks Gledatelja: 800 Sudac: Ante Terzić Pomoćni suci: Stipe Brajković Pomoćni suci: Dujo Sarić Četvrti sudac: Patrik Kolarić |  |

| 26. 2. svibnja 2022. | Osijek II                | 1 : 2    | Inter-Zaprešić                                                               | Osijek |  |
| 17:00                | Omerović 47' Bakić 90+4' | Izvješće | 15' 61' Rešetar 57' Banovec 72' Mazalović 75' Barišić 81' Uzelac 90+4' Lukić | Igralište: Stadion Gradski vrt Gledatelja: 100 Sudac: Sabina Bolić Pomoćni suci: Maja Petravić Pomoćni suci: Miodrag Plantak Četvrti sudac: Ivana Martinčić |  |

| 27. 7. svibnja 2022. | Rudeš                             | 1 : 0    | Osijek II                                   | Zagreb |  |
| 17:00                | Boršić 18' Pavlek 38' Sekulić 45' | Izvješće | 9' Cvijanović 39' Bakula 54' Pudić 69' Uwem | Igralište: ŠC Rudeš Gledatelja: 500 Sudac: Marino Majstrović Pomoćni suci: Vice Vidović Pomoćni suci: Hrvoje Ćatipović Četvrti sudac: Renato Lacić |  |

| 28. 16. svibnja 2022. | Osijek II                           | 0 : 1    | Kustošija                                                        | Osijek |  |
| 17:30                 | Omerović 39' Unušić 56' Ivandić 80' | Izvješće | 65' Jurčec 66' Vukelić 86' Lagundžić 88' Grgić 90+3' Mario Babić | Igralište: Stadion Gradski vrt Gledatelja: 150 Sudac: Marko Cestarić Pomoćni suci: Emir Trklja Pomoćni suci: Tomislav Mioković Četvrti sudac: Filip Cindrić |  |

| 29. 21. svibnja 2022. | Jarun                                                                           | 3 : 0    | Osijek II                             | Zagreb |  |
| 17:30                 | Dobrić 21' Ačkar 22' 90+1' Florucz 32' 80' Jugović 51' Kelava 75' Marinaj 90+2' | Izvješće | 38' M. Kuprešak 39' Hanuljak 64' Uwem | Igralište: NK Jarun Gledatelja: 150 Sudac: Mateo Erceg Pomoćni suci: Matej Pavić Pomoćni suci: Matej Mađerić Četvrti sudac: Ante Jurić |  |

| 30. 28. svibnja 2022. | Osijek II                                                         | 1 : 1    | BSK                                    | Belišće |  |
| 17:30                 | Legović 17' Mikolčić 43' 69' Unušić 56' Stranput 60' 77' Uwem 80' | Izvješće | 30' 41' Gačić 59' Dobrijević 87' Lozić | Igralište: Gradski stadion Belišće Gledatelja: 200 Sudac: Igor Pajač Pomoćni suci: Dominik Benković Pomoćni suci: Filip Sinković Četvrti sudac: Filip Cindrić |  |

## Statistika igrača
ažurirano: 28. svibnja 2022.

### Strijelci
|    | igrač            | ukupno |
| -- | ---------------- | ------ |
| 1. | Luka Branšteter  | 4      |
| 1. | Nail Omerović    | 4      |
| 3. | Mihael Kuprešak  | 2      |
| 3. | Marko Hanuljak   | 2      |
| 3. | Mihajlo Baić     | 2      |
| 3. | Dario Pudić      | 2      |
| 3. | Šimun Mikolčić   | 2      |
| 8. | Ivan Baković     | 1      |
| 8. | Tin Kuprešak     | 1      |
| 8. | Niko Stanušić    | 1      |
| 8. | Didier La Torre  | 1      |
| 8. | Ivan Cvijanović  | 1      |
| 8. | Ante Erceg       | 1      |
| 8. | Antonijo Ivandić | 1      |
|    | UKUPNO           | 25     |

### Vratari po broju utakmica bez primljenog pogotka
|    | igrač         | ukupno |
| -- | ------------- | ------ |
| 1. | Franko Kolić  | 7      |
| 2. | Marko Barešić | 2      |
|    | UKUPNO        | 9      |

### Kartoni
| br. | pozicija | igrač               | ukupno   | ukupno                                 | ukupno    |
| br. | pozicija | igrač               | Opomenut | Opomenut · Ponovo opomenut · Isključen | Isključen |
| --- | -------- | ------------------- | -------- | -------------------------------------- | --------- |
| 4   | branič   | Alexander Uwem      | 11       | 1                                      | 0         |
| 22  | branič   | Ivan Cvijanović     | 7        | 1                                      | 0         |
| 6   | branič   | Miro Bakula         | 7        | 0                                      | 0         |
| 14  | napadač  | Mihael Kuprešak     | 5        | 0                                      | 0         |
| 17  | veznjak  | Dario Pudić         | 5        | 0                                      | 0         |
| 28  | branič   | Adrian Leon Barišić | 4        | 0                                      | 0         |
| 20  | veznjak  | Šimun Mikolčić      | 4        | 0                                      | 0         |
| 24  | napadač  | Luka Branšteter     | 3        | 0                                      | 0         |
| 5   | veznjak  | Domagoj Bukvić      | 3        | 0                                      | 0         |
| 21  | branič   | Mateo Karamatić     | 3        | 0                                      | 0         |
| 19  | veznjak  | Marko Hanuljak      | 3        | 0                                      | 0         |
| 25  | napadač  | Nail Omerović       | 3        | 0                                      | 0         |
| 16  | veznjak  | Ognjen Bakić        | 3        | 0                                      | 0         |
| 27  | napadač  | Antonijo Ivandić    | 3        | 0                                      | 0         |
| 7   | veznjak  | Domagoj Stranput    | 2        | 1                                      | 0         |
| 26  | veznjak  | Tin Polić           | 2        | 0                                      | 0         |
| 15  | branič   | David Legović       | 2        | 0                                      | 0         |
| 13  | branič   | Bruno Unušić        | 2        | 0                                      | 0         |
| 11  | napadač  | Ivan Baković        | 1        | 0                                      | 0         |
| 3   | branič   | Luka Burčul         | 1        | 0                                      | 0         |
| 22  | branič   | Ivan Cvijanović     | 1        | 0                                      | 0         |
| 18  | veznjak  | Niko Stanušić       | 1        | 0                                      | 0         |
| 28  | napadač  | Ante Erceg          | 1        | 0                                      | 0         |
| 3   | branič   | Tin Kuprešak        | 1        | 0                                      | 0         |
| 1   | vratar   | Franko Kolić        | 1        | 0                                      | 0         |
|     |          | UKUPNO              | 79       | 3                                      | 0         |

### Nastupi i pogodci
| br. | pozicija | igrač               | ukupno  | ukupno  |
| br. | pozicija | igrač               | nastupi | pogodci |
| --- | -------- | ------------------- | ------- | ------- |
| 7   | veznjak  | Domagoj Stranput    | 28+3    | 0       |
| 14  | napadač  | Mihael Kuprešak     | 21+8    | 2       |
| 17  | veznjak  | Dario Pudić         | 21+8    | 2       |
| 25  | napadač  | Nail Omerović       | 14+12   | 4       |
| 19  | veznjak  | Marko Hanuljak      | 19+7    | 2       |
| 20  | veznjak  | Šimun Mikolčić      | 16+10   | 2       |
| 4   | branič   | Alexander Uwem      | 23+1    | 0       |
| 22  | branič   | Ivan Cvijanović     | 22      | 1       |
| 1   | vratar   | Franko Kolić        | 21      | 0       |
| 5   | veznjak  | Domagoj Bukvić      | 16+4    | 0       |
| 11  | napadač  | Ivan Baković        | 8+10    | 1       |
| 6   | branič   | Miro Bakula         | 15+3    | 0       |
| 21  | branič   | Mateo Karamatić     | 14+3    | 0       |
| 24  | napadač  | Luka Branšteter     | 14+1    | 4       |
| 9   | branič   | Tin Kuprešak        | 12+3    | 1       |
| 13  | branič   | Bruno Unušić        | 13      | 0       |
| 26  | veznjak  | Tin Polić           | 0+13    | 0       |
| 16  | veznjak  | Ognjen Bakić        | 6+6     | 0       |
| 8   | veznjak  | Didier La Torre     | 6+6     | 1       |
| 27  | napadač  | Antonijo Ivandić    | 2+9     | 1       |
| 28  | branič   | Adrian Leon Barišić | 11      | 0       |
| 24  | napadač  | Mihajlo Baić        | 10      | 2       |
| 1   | vratar   | Marko Barešić       | 7       | 0       |
| 3   | branič   | Luka Burčul         | 3+4     | 0       |
| 18  | veznjak  | Niko Stanušić       | 4+2     | 1       |
| 15  | branič   | David Legović       | 4+2     | 0       |
| 30  | napadač  | Ergi Ajazi          | 1+5     | 0       |
| 23  | veznjak  | Boris Galušić       | 1+5     | 0       |
| 2   | branič   | Mihael Jozić        | 3+2     | 0       |
| 10  | napadač  | Ante Erceg          | 1+2     | 1       |
| 1   | vratar   | Karlo Krijan        | 2       | 0       |
| 10  | veznjak  | Petar Brlek         | 1+1     | 0       |
| 15  |          | Ivan Verhas         | 0+2     | 0       |
| 8   | napadač  | Antonio Blažanović  | 0+2     | 0       |
| 1   | vratar   | Tin Sajko           | 1       | 0       |
| 28  | veznjak  | Petar Tankosić      | 1       | 0       |
| 13  | veznjak  | Pavle Bonić         | 0+1     | 0       |
| 29  | veznjak  | Ivan Ivić           | 0+1     | 0       |
| 30  | branič   | Domagoj Jerbić      | 0+1     | 0       |
| 30  | veznjak  | Leon Marković       | 0+1     | 0       |

## Transferi

### Dolasci
| nadnevak          | pozicija | igrač         | prethodni klub        | odšteta |
| ----------------- | -------- | ------------- | --------------------- | ------- |
| 6. siječnja 2022. | napadač  | Mihajlo Baić  | FK Čukarički Beograd  |         |
| 3. veljače 2022.  | branič   | David Legović | NK Istra 1961         |         |
| 3. veljače 2022.  | branič   | Bruno Unušić  | NK Kustošija Zagreb   |         |
| 3. veljače 2022.  | veznjak  | Ognjen Bakić  | NK Olimpija Ljubljana |         |
| 3. veljače 2022.  | napadač  | Ivan Ivić     | HŠK Zrinjski Mostar   |         |

### Odlasci
| nadnevak          | pozicija | igrač           | budući klub           | odšteta        |
| ----------------- | -------- | --------------- | --------------------- | -------------- |
| 18. lipnja 2021.  | veznjak  | Adam Benić      | HNK Šibenik           |                |
| 11. srpnja 2021.  | branič   | Filip Mekić     | NK Varaždin           | slobodan igrač |
| 24. svibnja 2022. | branič   | Mateo Karamatić | NK Olimpija Ljubljana |                |

### Dolasci na posudbu
| nadnevak | pozicija | igrač | klub | razdoblje |
| -------- | -------- | ----- | ---- | --------- |
|          |          |       |      |           |

### Odlasci na posudbu
| nadnevak          | pozicija | igrač               | klub             | razdoblje       |
| ----------------- | -------- | ------------------- | ---------------- | --------------- |
| 8. siječnja 2022. | branič   | Adrian Leon Barišić | Frosinone Calcio | do kraja sezone |